# パトリック・コリソン
パトリック・コリソン（Patrick Collison、1988年9月9日生まれ）は、アイルランドの起業家であり、決済システムを提供する ストライプ社の共同創業者にして最高経営責任者。

## 生い立ち
パトリック・コリソンは1988年にアイルランド・ティペラリー県のドロミニアという小さな村で生まれた。母親のリリーは微生物学者、父親のデニスはエンジニアだった。3人兄弟の長男。8歳のときにリムリック大学のコンピューター・コースに通い、10歳のときにプログラミングを学び始めた。

## 経歴

### ヤング・サイエンティスト
2005年、16歳のとき、BTヤング・サイエンティスト・コンペティションという学生向けの科学分野のコンペティションで優勝した 。彼のプロジェクトは、LISP系プログラミング言語であるCromaの作成だった。

### オークトマティック
マサチューセッツ工科大学に進学するが、起業のため2009年に退学。2007年、弟のジョン・コリソンと共にアイルランドのリムリックでソフトウェア会社の 'Shuppa' を設立した（この会社の名前は、「店」を意味するアイルランド語のsiopaに由来する）を設立した。エンタープライズ・アイルランド(経済開発を担当するアイルランドの省庁)から出資を得られず、シリコンバレーの Yコンビネータが興味を示したためカリフォルニアに本拠を移す。 カリフォルニアでオックスフォード大学出の2人の起業家と合流し、会社名をオークトマティックに変更する。オークトマティックは、eBayのオークションを管理するソフトウェアだった。
2008年3月の聖金曜日に、19歳だったパトリック・コリソンと17歳だった弟のジョンはオークトマティックをカナダのライヴ・カレント・メディア社に売却。一夜にして億万長者になった。2008年5月、コリソンはバンクーバーに本拠を移した同社のエンジニアリング担当ディレクターに就任した。

### ストライプ
2010年、コリソンは弟のジョン・コリソンと共に ストライプを設立した。2011年には、PayPalの共同設立者であるイーロン・マスクとピーター・ティール、ベンチャー・キャピタルのセコイア・キャピタル、アンドリーセン・ホロウィッツ、SVエンジェルから200万ドルの出資を受けた。
2016年11月、キャピタルGとジェネラル・カタリスト・パートナーズから投資を受けたストライプは、時価総額を92億ドルと評価された。これにより、コリソン兄弟はそれぞれ11億ドル以上の資産を有することになり、世界で最も若いビリオネアとなった(遺産相続によるものを除く) 。